# Duško Lokin
Duško Lokin (Zadar, 1943.) je hrvatski pjevač.

## Životopis
Brat je poznatog profesora ekonomije Branimira Lokina.
Manje je poznato da je do 17. godine bio i uspješnim športašem. Sa 17 godina je igrao nogomet u 2. ligi, a kao rukometaš je bio pozvan u jugoslavensku juniorsku reprezentaciju.
Poznat je kao samostalni glazbenik, no prije je pjevao u sastavu Kondori, zajedno sa Zoranom Kravarom (kasnije profesorom na Filozofskom fakultetu) koji je svirao na gitari i s Vedranom Božićem koji je svirao na klaviru.
S Kondorima je svirao po plesnjacima, a 1969. je s Kondorima imao veliku uspješnicu Draga Marija.

## Diskografija
Do danas je prodao preko 5 milijuna nosača zvuka.

### Singlice
- 1969.: Draga Marija/Stol za dvoje
- 1971.: Daleko od ljubavi/Ljiljana
- 1971.: Draga za rođendan tebi/Anđelina
- 1972.: Dobro jutro/Zlato moje (za Splitski festival)
- 1972.: Ne plači voljena/Ja volim samo nju
- 1972.: O Leila, Leila/Tužna je noć
- 1973.: Eva Magdalena/Nisi više ona ista žena
- 1974.: Još pamtim/Ne plači ljubavi moja
- 1974.: Vrati se, voljena/Ako si sama
- 1974.:  Netko te tajno voli/Riječi pomirenja (Zagreb '74.)
- 1975.: Raspleti vijenac ljubavi/Tina
- 1975.: Ja čeznem za zobom/Oprosti mama
- 1975.: Zvone stara zvona/Skloni usne sa usana mojih
- 1975.:  Jedna žena čeka brod/Tiho, tiho srce moje
- 1976.: Ti si bila uvijek pored mene/Ženo moja
- 1976.: Povedi me u Zanzibar/Ja te volim Aleksandra
- 1976.: Znam da negdje živi žena/Rozi Rozana
- 1976.: Vjetri šume riječi nose/zapleši sa mnom ovaj ples
- 1977.: Kad porasteš/Prošlog ljeta
- 1977.: Opijaš me jače nego vino/Prva noć bez tebe
- 1978.: Dan vjenčanja/Neću da te ljubim
- 1979.: Idi i reci doviđenja/Zbogom nevjerna ljubavi
- 1979.: Ima, ima dana/Moja srećo, moja tugo

### Studijski albumi
- 1977.: Jagode na dlanu
- 1978.: Pričaj mi o ljubavi
- 1979.: Volim te
- 1980.: Ljubavi radi
- 1981.: U trosjedu za dvoje
- 1983.: Ne razočaravaj me
- 1985.: Spomeni mi nekad ime
- 1987.: Što je nema
- 1988.: Oči pune suza
- 1989.: Da te vidim pa da ozdravim
- 1990.: Donesi mi grudu zemlje Hrvatske
- 1991.: Toplo mi je oko duše
- 1992.: Hrvatska u srcu mom
- 1994.: Noćas me tuga ubija
- 1995.: Nije zlato sve što sija
- 1997.: Duško Lokin pjeva najveće hitove Tomislava Ivčića
- 1998.: Luda noć nas zove
- 2000.: Dobro jutro Dalmacijo
- 2001.: Žute ruže i suze
- Ljubav je sve (s Emily i Džoom Maračićem Makijem)
- Pozdravi je prijatelju moj (s Džoom Maračićem Makijem)
- 2009. "Adios Paloma" duet s Jurjem Galinom

### Festivali
- 1972.: Splitski festival: Dobro jutro
- 1974.: Vaš šlager sezone: Još pamtim
- 1974.: Zagrebfest: Riječi pomirenja
- 1975.: Vaš šlager sezone: Raspleti vijenac ljubavi
- 1975.: Hit parada: Zvone stara zvona
- 1975.: Splitski festival: Jedna žena čeka brod
- 1976.: Vaš šlager sezone: Vjetri šume, riječi nose
- 1976.: Hit parada: Ti si bila uvijek pokraj mene
- 1976.: Zagrebfest: Ženo moja
- 1976.: Slovenska popevka: Znam da negdje živi žena
- 1977.: Beogradsko proleće: Kad porasteš
- 1977.: Zagrebfest: Opijaš me jače nego vino
- 1978.: Splitski festival: Postala si žena
- 1978.: Zagrebfest: Idi i reci doviđenja
- 1979.: Vaš šlager sezone: Ima, ima dana
- 1981.: Splitski festival (sa ženskom klapom Brodosplit): Izbriši moje ime
- 1985.: Opatijski festival: Marina
- 1988.: Zagrebfest: Ja ne žalim
- 1989.: Splitski festival (s klapom Trogir): Spavaj mi, dite moje
- 1992.: Melodije hrvatskog Jadrana: Zapivajmo Dalmaciji, nazdravimo Kroaciji
- 1994.: Melodije hrvatskog Jadrana (s Dolores): Dalmatinca srića prati
- 1998.: Zadarski festival: Luda noć nas zove
- 2007.: Splitski festival (s Emily): Čeka me Dalmacija

### Kompilacije
- 1996.: Sve najbolje od Duška Lokina 1969. – 1996. (+pjesma Duga je duga noć)
- 2002.: Zvuk osamdesetih: Zabavna i Pop 1988 - 1989
- 2007.: Da te mogu pismom zvati - Libar VIII
- 2007.: Zlatna kolekcija
- 2009.: Hit kolekcija

## Filmografija
- "Exkluziv Tabloid" (?-danas)
- "IN Magazin" (?-danas)
- "Nad lipom 35" kao izvođač (2007.)
- "Naknadno" (2016.)

## Nagrade i uspjesi
- 1974.: pobjeda na Zagrebfestu, s pjesmom Riječi pomirenja
- 1976.: pobjeda na Zagrebfestu s pjesmom Ženo moja
- 1976.: pobjeda na Hit paradi, s pjesmom Ti si bila uvijek pokraj mene
- 1976.: Zlatna ptica, Jugotonova nagrada za 100.000 prodanih ploča

Ukupno je osvojio 25 zlatnih ploča.

## Vanjske poveznice
- Glorija Postajem filmski glumac, Glorija br. 368/
- Diskografija